# فريدريش هيبل
كريستيان فريدريش هيبل Christian Friedrich Hebbel (ولد في 18 مارس 1813 في فيسلبورين في ديتمارشن - ومات في 13 ديسمبر 1863 في فيينا) هو شاعر وكاتب مسرحي ألماني.

## حياته
ولد فريدريش هيبل في فيسلبورين وكان أبوه بناء، وكانت منطقة شمال ديتمارش خاضعة منذ عام 1559 للنفوذ الدانماركي، ولم تخضع للنفوذ البروسي إلا بعد موته بقليل.وحين تركت الأسرة منزلها بسبب ضمان مالي لم يدفعه الأب، بدأت الأسرة تعاني من وضع مالي صعب.
وبعد موت الأب في عام 1827 التحق هيبل بالعمل لدى الفوجت مور، تدرج لديه في العمل من صبي مراسلات حتى أصبح كاتبا، وكانت أحواله في تلك الفترة متواضعة. حتى أنه توجب عليه مشاركة مكانا للمبيت يحتل بئر سلم مع حوذي. وخلال السنوات السبع التي قضاها لدى الفوجت، كان بمقدور هيبل الذي كان محبا للقراءة، أن يقرأ ما شاء من الكتب من مكتبة الفوجت. وفي غرفة كتابته الرسمية كتب أولى قصائده التي نشر بعضها في مجلة Eiderstedter Boten.
وقد لفت إليه اهتمام أمالي شوب التي كانت تصدر مجلة Neue Pariser Modeblätter وكان هيبل ينشر فيها قصائده بالتتابع. وقد ساعدته ماديا وأحضرته إلى هامبورغ، حيث عمل في الاتحاد العلمي لسنة 1817 Wissenschaftlichen Verein von 1817. وفي هامبورغ تعرف على إليزه لينسنج، التي أحبها وساعدته هي بكل مالديها. وفي 18 مارس 1835 بدأ في كتابة مذكراته.
وبفضل منحة دراسية انتقل إلى هايدلبرغ في عام 1836، حيث كان يحضر أحيانا محاضرات قانونية، وكان في نفس الوقت يعيش في فقر مدقع.وهناك تعرف على إميل روسو. وفي سبتمبر بدأ في رحلة على الأقدام عبر شتراسبورغ وشتوتغارت وتوبنجن حتى ميونخ، حيث أقام عند النجار أنتون شفارتس، وكان هذا النجار هو الشخصية الأصلية الذي صنع منها هيبل شخصية «النجار أنتون» في مسرحية ماريا ماجدالينا. وكان يحضر أيضا محاضرات يوزف جوريس أحد أتباع الحركة الديمقراطية.
وفي عام 1838 كان هيبل ما زال مقيما في ظروف فقر سيئة لدى النجار، لكنه أحب لمدة قصيرة ابنته يوزيفا Josepha التي كان يسميها بيبي Beppi. وبرغم ذلك فقد عاد في عام 1839 سيرا على الأقدام وبلا زاد لمدة أسبوع وحاملا كلبه العزيز لديه، من ميونخ إلى هامبورغ مرة أخرى، حيث رقد في الفراش بعد إصابته بالتهاب رئوي، واعتنت به إليزه لينسنج فوقف على قدميه مرة أخرى. وأنجب في العام التالي ابنه الأول ماكس (1840 - 1843).
وبداية من عام 1843 تغيرت حياة هيبل بشكل جذري، فقد بدأ من ناحية يعاني من روماتيزم المفاصل، ومن ناحية أخرى فقد فتحت أبواب العالم أمامه من خلال منحة دراسية لمدة سنتين من الملك الدانماركي كريستيان السابع. فسافر للمرة الأولى إلى باريس حيث تعرف على هاينريش هاينه وأرنولد روجه. وهناك ربطته الصداقة مع فيلكس بامبرج، وكان يعاني المشاكل مع إليزه التي حملت منه وكان يراسلها، وفي تلك الظروف بدأ كتابة مسرحيته التراجيدية ماريا ماجدالينا التي اتمها في ديسمبر 1843. ومات في أثناء ذلك في هامبورغ ابنه الأول ماكس.
وفي عام 1844 ولد له الابن الثاني إرنست (1844 - 1847) وزاد إلحاح إليزه بقوة على ضرورة الزواج، غير أن رفض هيبل للزواج كان في ازدياد. وخلال ذلك سافر إلى روما عبر ليون وأفينيون ومارسيليا.
وفي العام التالي زار نابولي ثم عاد في الخريف إلى روما، ثم سافر عبر أنكونا وتريست وجراتس حتى وصل أخيرا إلى فيينا. وقبل أن يعاود السفر أحاط به بعض المعجبين النمساويين وقرروا مساعدته وإخراجه من أزمته المالية الجديدة التي كان يعاني منها، فتحسنت حالته وقرر البقاء في فيينا وإلغاء فكرة السفر مجددا.

## الإقامة في فيينا
وفي فيينا حيث عاش هيبل منذ ذلك الوقت حتى نهاية حياته، تزوج في عام 1846 من الممثلة كريستين إنغهاوس وأنجب منها ابنه إميل وابنته كريتسينه والتي كان يدعوها تيتي Titi (1847 - 1922). وقد أمن الزواج له حياة رغدة وآمنة ماليا، مما أتاح له أن يتفرغ كليا للإنتاج الأدبي. فكتب مسرحيات من بينها أجنس برناور وجيجس وخاتمه والنيبيلونجن. غير أن عمله الأكثر نجاحا حتى يومنا هذا فهو مسرحيته ماريا ماجدالينا التي كتبت في عام 1843. وفي فيينا حصل هيبل على التقدير من الشعب لأعماله الأدبية، وكان أول من منح جائزة شيلر حديثة الإنشاء آنذاك Schillerpreis.
وخلال حياته كلها كان هيبل ملتزما اجتماعيا وسياسيا. فقد كان من مؤيدي ثورة مارس 1848، لكنه اتخذ موقفا مؤيدا للملكية في موضوع إصلاحات الحكومة للمملكة. وفي عام 1849 ترشح (ولم ينجح) لعضوية الجمعية الوطنية في فرانكفورت، رغم أنه كان معارضا دائما للإصلاحات الديمقراطية الجذرية. وفي أعماله يصف التراكمات المأساوية للأحداث ويتخذ من المشاكل الاجتماعية في عصره موضوعا. وبكلمات واضحة فقد أعرض عن الإنتاج الأدبي لمعاصره أدالبرت شتيفتر، فلم ير فيه إلا قصائد رعوية فارغة المعنى.
كتب هيبل أيضا مقالات لصحف عديدة منها Wiener Zeitung وAugsburger Allgemeine Zeitung وIllustrirte Zeitung.
وحين اختطف الموت في عام 1854 إليزه لينزنج كتب هيبل فوق قبرها هذه الكلمات:
’’تعصف الريح الضعيفة بأكليل الزهور، لكن تيجان الأشواك لا يعصف بها أقوى إعصار‘‘.
„Blumenkränze verweht der leiseste Wind, Donnerkronen jedoch nicht der gewaltigste Sturm!“
مات فريدريش هيبل في الثالث عشر من ديسمبر 1863 في فيينا عن عمر يناهز الخمسين عاما. وكان يعاني بازدياد في عامه الأخير من الروماتيزم.
ودفن في مقبرة ماتسلاينسدورفر Matzleinsdorfer Friedhof في فيينا إلى جوار زوجته.

## من أعماله
- يوديت 1840
- جينوفيفا 1841
- الماسة 1841
- ماريا ماجدالينا 1843
- أنا 1847
- مأساة في صقلية 1847
- يوليا والملك بيتر 1847
- هيرودس وماريامنه Herodes und Mariamne 1848
- أجنس برناور 1851
- صور من حياتي 1854
- جيجس وخاتمه 1854
- الأم والطفل 1857
- النيبيلونجن Die Nibelungen 1861
- ديميتريوس (مسرحية لم يتمها)
- الحب الصادق
- المذكرات

## روابط خارجية
- فريدريش هيبل على موقع IMDb (الإنجليزية)
- فريدريش هيبل على موقع الموسوعة البريطانية (الإنجليزية)
- فريدريش هيبل على موقع ميوزك برينز (الإنجليزية)
- فريدريش هيبل على موقع قاعدة بيانات الأفلام السويدية (السويدية)
- فريدريش هيبل على موقع إن إن دي بي (الإنجليزية)
- فريدريش هيبل على موقع ديسكوغز (الإنجليزية)
- فريدريش هيبل على موقع كينوبويسك (الروسية)